# Кайзерслаутерн (район)
Кайзерслаутерн (нім. Kaiserslautern) — район у Німеччині, у складі федеральної землі Рейнланд-Пфальц. Охоплює територію навколо міста Кайзерслаутерна, яке є його районним центром, проте адміністративно до складу району не входить.

## Населення
Населення району становить 106 320 осіб (станом на 31 грудня 2020).

## Адміністративний поділ
Район складається з 50 міст і громад (нім. Gemeinden), об'єднаних в 7 об'єднань громад (нім. Verbandsgemeinden).
Дані про населення наведені станом на 31 грудня 2020. Зірочками (*) позначені центри об'єднань громад.
| - Брухмюльбах-Мізау (10433) 1. Брухмюльбах-Мізау * (7819) 2. Герардсбрунн (171) 3. Ламбсборн (689) 4. Лангвіден (267) 5. Мартінсгее (1487) - Енкенбах-Альзенборн (19752) 1. Енкенбах-Альзенборн * (7088) 2. Фішбах (747) 3. Франкенштайн (945) 4. Гохшпаєр (4622) 5. Мелінген (3850) 6. Нойгемсбах (939) 7. Зембах (1155) 8. Вальдляйнінген (406) |  |  | - Кайзерслаутерн-Зюд (Невірний параметр metadata 073355004) [Центр: Кайзерслаутерн] 1. Кріккенбах (1199) 2. Лінден (1090) 3. Квайдерсбах (2825) 4. Шопп (1451) 5. Штельценберг (1202) 6. Тріппштадт (2870) - Ландштуль (Невірний параметр metadata 073355005) 1. Банн (2226) 2. Гауптштуль (1160) 3. Кіндсбах (2441) 4. Ландштуль (місто) * (8350) 5. Міттельбрунн (722) 6. Оберарнбах (436) | - Оттербах-Оттерберг (18748) 1. Франкельбах (289) 2. Гайлігенмошель (588) 3. Гіршгорн (744) 4. Кацвайлер (1919) 5. Мельбах (1081) 6. Нідеркірхен (1837) 7. Ольсбрюккен (1060) 8. Оттербах (4073) 9. Оттерберг (місто) * (5309) 10. Шаллоденбах (854) 11. Шнеккенгаузен (559) 12. Зульцбахталь (435) | - Рамштайн-Мізенбах (17062) 1. Гюченгаузен (3928) 2. Коттвайлер-Шванден (1221) 3. Нідермор (1487) 4. Рамштайн-Мізенбах (місто) * (7981) 5. Штайнвенден (2445) - Вайлербах (14353) 1. Ерценгаузен (780) 2. Ойленбіс (508) 3. Кольвайлер (541) 4. Маккенбах (2063) 5. Райхенбах-Штеген (1406) 6. Роденбах (3216) 7. Шведельбах (1081) 8. Вайлербах * (4758) |